# 9632 Sudo
9632 Sudo è un asteroide della fascia principale. Scoperto nel 1993, presenta un'orbita caratterizzata da un semiasse maggiore pari a 2,9985984 UA e da un'eccentricità di 0,2952296, inclinata di 3,44123° rispetto all'eclittica.